# Verbul în limba franceză
Acest articol tratează sistemul verbului în limba franceză, prezentând conjugarea și principalele funcții sintactice ale formelor temporale folosite în limba vorbită contemporană.
Verbul francez exprimă aceleași categorii gramaticale ca și cel din limba română, adică diateza, modul, timpul, persoana și genul (masculin și feminin), acesta fiind limitat la modul participiu.
Dat fiind că ortografia limbii franceze este în foarte mare măsură etimologică, deci nu redă fidel pronunțarea, în conjugare trebuie să se țină seama de faptul că în vorbire sunt mai puține desinențe personale decât în scris. Sunt, de exemplu, categorii de verbe la care, la anumite timpuri, patru desinențe se scriu în trei feluri, dar în vorbire se aude numai rădăcina verbului, deci la patru persoane, verbul sună la fel. De aceea, morfemul persoanei a devenit în mare măsură subiectul exprimat prin alt cuvânt. Ca urmare, verbul apare numai pe lângă un asemenea cuvânt. La persoana a treia, acesta este un substantiv, un pronume sau, mai rar, un verb la infinitiv, iar la persoanele I și a II-a, un pronume personal. Singura excepție este cea a modului imperativ, la care pronumele se folosește numai pentru scoaterea în evidență a persoanei.

## Diateze
În mod tradițional, în franceză se iau în seamă trei diateze: activă, reflexivă și pasivă. Exemple cu un verb care poate fi la toate trei:
| Diateza activă                        | Diateza reflexivă     | Diateza pasivă                                                         |
| ------------------------------------- | --------------------- | ---------------------------------------------------------------------- |
| Il lave sa voiture „Își spală mașina” | Il se lave „Se spală” | Sa voiture est lavée par son fils „Mașina îi este spălată de fiul său” |

La diateza reflexivă, pronumele reflexiv poate fi cu funcție de complement direct (Il se lave) sau indirect: Il se reproche une erreur grave „Își reproșează o greșeală gravă”. Formele pronumelui reflexiv se văd în tabelul următor.
| Funcție | Pers. I sing.                   | Pers. a II-a sing. | Pers. a III-a sing.      | Pers. I pl.            | Pers. a II-a pl.      | Pers. a III-a pl.         |
| ------- | ------------------------------- | ------------------ | ------------------------ | ---------------------- | --------------------- | ------------------------- |
| CD      | Je me lave                      | Tu te laves        | Il/Elle/On se lave       | Nous nous lavons       | Vous vous lavez       | Ils/Elles se lavent       |
| CI      | Je me reproche une erreur grave | Tu te reproches …  | Il/Elle/On se reproche … | Nous nous reprochons … | Vous vous reprochez … | Ils/Elles se reprochent … |

Este caracteristic pentru diateza reflexivă faptul că la timpurile compuse (vezi secțiunea următoare), verbul auxiliar este totdeauna être „a fi”.
De notat că nu sunt efectiv reflexive toate verbele cu formă reflexivă, de pildă s’évader „a evada”, s’échapper „a scăpa (de undeva)”, s’absenter „a absenta”, care au sens activ.
Diateza pasivă franceză are aceeași construcție ca cea din română. Verbul auxiliar este être. Acesta este cel care se conjugă de fapt, iar verbul cu sens lexical este la participiul trecut, care se acordă totdeauna în gen și număr cu subiectul. La timpurile compuse, avoir „a avea” este auxiliarul lui être. Exemplu: L’orateur a été hué par la foule „Oratorul a fost huiduit de mulțime”.
Deoarece diateza pasivă se folosește mai mult în limba scrisă, în cea vorbită este înlocuită de alte construcții.
Este foarte frecventă, mai degrabă la persoana a treia, construcția activă cu pronumele nehotărât personal on, deși în aceasta nu poate fi prezent complementul de agent. Cu aceasta, propoziția L’orateur a été hué devine On a hué l’orateur, care în română se traduce tot cu pasivul sau cu „Lumea l-a huiduit pe orator”.
Altă construcție pasivă se formează cu verbul faire (având, folosit singur, sensul lexical „a face”), utilizat ca așa-numit „semiauxiliar” la forma reflexivă și infinitivul verbului care poartă sensul lexical. În aceasta poate fi prezent și agentul. Exemplu: L’orateur a été hué par la foule → L’orateur s’est fait huer par la foule.
Și voir „a vedea” poate fi semiauxiliar în construcție pasivă, tot cu infinitivul: L’entrée lui a été refusée „I s-a refuzat intrarea” → Elle s’est vu refuser l’entrée.
Verbe cu pronume reflexiv pot avea de asemenea sens pasiv, ca în română, exprimând un agent nedefinit de persoana a treia. Exemplu: Aujourd’hui tout se vend sous le même toit dans les hypermarchés „Astăzi totul se vinde sub același acoperiș, în hipermarketuri”.
Tradițional nu se consideră o diateză aparte, dar în franceză există și o construcție factitivă, cu care se exprimă faptul că subiectul pune altă persoană să efectueze acțiunea. Aceasta are ca verb semiauxiliar tot faire. Exemplu: Il fait laver sa voiture „Pune să i se spele mașina”, „Își dă mașina la spălat”. Și în această construcție faire poate fi de formă reflexivă, cu pronumele reflexiv CI (Il se fait laver les cheveux „Pune să i se spele părul”) sau CD: Il s’est fait connaître par ses déclarations racistes „S-a făcut cunoscut prin declarațiile sale rasiste”.

## Moduri, timpuri și perifraze verbale
În franceză se găsesc aceleași moduri ca în română, în afară de supin. Și acesta are corespondentul său în franceză, infinitivul cu prepoziția à în anumite construcții, dar nu se consideră mod aparte. Exemplu: J’ai quelque chose à faire „Am ceva de făcut”.
În ceea ce privește timpurile verbale, acestea sunt mai numeroase decât în română.
În mod tradițional, se disting timpuri simple și timpuri compuse. O deosebire importantă față de română este că la acestea din urmă nu toate verbele se conjugă cu auxiliarul avoir, ci mai există și auxiliarul être, dar a doua componentă este tot forma de participiu, cel trecut în franceză. Fiecare timp simplu își are corespondentul compus cu auxiliarul la timpul simplu respectiv. Forma compusă exprimă o acțiune, un eveniment, existența, o stare, recepționarea pasivă a unei acțiuni exterioare, o transformare etc. anterior celui exprimat de forma simplă corespunzătoare sau altă formă compusă.
Distribuția auxiliarelor depinde de diateză:
- Cu avoir se conjugă toate verbele active tranzitive, dar și majoritatea celor intranzitive: J’ai bu un café „Am băut o cafea”, J’ai nagé dans la rivière „Am înotat în râu”.
- Cu être se conjugă:
  - toate verbele reflexive: Ils se sont écrit „Și-au scris (unul altuia)”, Je me suis déjà réveillé „M-am trezit deja”;
  - toate verbele pasive: Elle est peinte par Picasso „Este pictată de Picasso”, Elle a été peinte par Picasso „A fost pictată de Picasso”;
  - Unele verbe active intranzitive, majoritatea acestora fiind de mișcare: aller „a merge”, venir „a veni”, partir „a pleca”, arriver „a sosi” entrer „a intra”, sortir „a ieși”, monter „a urca”, descendre „a coborî”, naître „a se naște”, mourir „a muri”, rester „a rămâne”, tomber „a cădea”, passer „a trece”, precum și derivatele cu prefix ale acelora care pot avea derivate, de exemplu revenir „a reveni”, devenir „a deveni”, parvenir „a ajunge”. Exemplu în propoziție: Je suis descendu dans la rue „Am coborât în stradă”. Entrer, sortir, monter, descendre, passer și derivatele lor pot fi și tranzitive, cu sensul schimbat: „a introduce”, „a scoate”, „a duce sus”, „a duce jos”, respectiv „a da”, și atunci se conjugă cu avoir: J’ai descendu mes bagages dans la rue „Mi-am coborât/dus jos bagajele în stradă”.

La modul indicativ, în afară de formele numite timpuri, sunt și așa-numite „perifraze verbale” (viitorul apropiat, viitorul apropiat în trecut, trecutul recent și mai mult ca perfectul recent), care plasează acțiunea într-un moment apropiat de momentul vorbirii, respectiv de un moment din trecut. La aceste forme se conjugă verbele aller și venir ca semiauxiliare, iar verbul cu sens lexical este la infinitiv.
În cele ce urmează se prezintă modurile, timpurile și perifrazele verbale din franceză, prin intermediul unui verb activ și al unuia reflexiv.
Infinitiv:
– prezent:
Elle veut danser „Vrea să danseze”;
Elle veut se promener „Vrea să se plimbe”;

– trecut:
Excuse-la d’avoir dansé avec Paul „Iart-o că a dansat cu Paul”;
Maintenant elle regrette de s’être promenée par ce temps „Acum îi pare rău că s-a plimbat pe vremea asta”;

Indicativ:
– prezent:
Elle danse tous les samedis soirs „Dansează în fiecare sâmbătă seară”;
Elle se promène souvent dans la forêt „Se plimbă adesea prin pădure”;

– timpuri trecute:
– perfect compus:
Hier soir, elle a dansé avec plusieurs garçons „Ieri seară a dansat cu mai mulți băieți”;
Elle s’est promenée une heure, puis elle s’est reposée „S-a plimbat o oră, apoi s-a odihnit”;

– imperfect:
Dans sa jeunesse, elle dansait tous les samedis soirs „În tinerețe dansa în fiecare sâmbătă seară”;
Elle se promenait quand, tout à coup, il se mit à pleuvoir „Se plimba când, dintr-odată, a început să plouă”;

– mai mult ca perfect:
Elle m’a raconté qu’elle avait dansé la veille „Mi-a spus că dansase cu o seară înainte”;
Elle m’a écrit qu’une semaine auparavant, elle s'était promenée dans la jungle „Mi-a scris că înainte cu o săptămână se plimbase prin junglă”;

– perfect simplu:
Ce soir-là, Isadora dansa comme une fée „În seara aceea, Isadora dansă ca o zână”;
Elle se promena dans le parc, puis elle prit un cocktail „Se plimbă prin parc, apoi bău un cocktail”;

– trecut anterior:
Dès qu’elle eut dansé un peu, elle se sentit mieux „Îndată ce dansă puțin, se simți mai bine”;
Après qu’elle se fut promenée, elle se reposa „După ce se plimbă, se odihni”;

– trecut recent:
Elle vient de danser un rock très dynamique et elle n’en peut plus „Tocmai a dansat un rock foarte dinamic și nu mai poate”;
Elle ne veut plus sortir, parce qu’elle vient de se promener „Nu mai vrea să iasă, pentru că tocmai s-a plimbat”;

– mai mult ca perfect recent:
Elle m’a dit qu’elle venait de danser un rock très dynamique et qu’elle n’en pouvait plus „Mi-a spus că tocmai dansase un rock foarte dinamic și nu mai putea”;
Elle a dit qu’elle ne voulait plus sortir, parce qu’elle venait de se promener „A spus că nu mai vrea să iasă, pentru că tocmai se plimbase”;

– timpuri viitoare:
– viitor simplu:
Après sa guérison, elle dansera de nouveau „După vindecare, va dansa din nou”;
En vacances, elle se promènera beaucoup „În concediu se va plimba mult”;

– viitor anterior:
Quand elle aura dansé toute une nuit, elle sera enfin fatiguée „După ce va fi dansat toată noaptea, va fi în sfârșit obosită”;
Après qu’elle se sera promenée, elle se reposera „După ce se va fi plimbat, se va odihni”;

– viitor în trecut (aceași formă ca a condiționalului prezent):
Elle a dit qu’elle danserait toute la nuit „A spus că va dansa toată noaptea”;
Elle a dit qu’en vacances elle se promènerait beaucoup „A spus că în concediu se va plimba mult”;

– viitor anterior în trecut (ceeași formă ca a condiționalului trecut):
Elle a dit qu’elle ne serait fatiguée que lorsqu’elle aurait dansé toute la nuit „A spus că va fi obosită numai după ce va fi dansat toată noaptea”;
Elle a dit qu’elle se reposerait après qu’elle se serait promenée „A spus că se va odihni după ce se va fi plimbat”;

– viitor apropiat:
Elle va danser un peu plus tard „O să danseze ceva mai târziu”;
Elle va se promener si la pluie s’arrête „O să se plimbe dacă se oprește ploaia”;

– viitor apropiat în trecut;
Elle a dit que pour le moment elle mangeait mais qu’elle allait danser un peu plus tard „A spus că deocamdată mănâncă, dar că o să danseze ceva mai târziu”;
Elle a dit qu’elle allait se promener, mais la pluie ne s’arrêtait pas „A spus că o să se plimbe, dar ploaia nu se oprea”;

Condițional:
– prezent:
Elle danserait toute la nuit mais elle n’a pas de partenaire „Ar dansa toată noaptea, dar nu are partener”;
Elle se promènerait mais elle ne veut pas sortir seule „S-ar plimba, dar nu vrea să iasă singură”;

– trecut forma I:
Elle aurait dansé mais elle n’avait pas de partenaire „Ar fi dansat, dar nu avea partener”;
Elle se serait promenée si elle n’avait pas été enrhumée „S-ar fi plimbat dacă n-ar fi fost răcită”;

– trecut forma a II-a (aceeași formă ca a subjonctivului mai mult ca perfect):
Si elle eût dansé avec avec celui qu’elle aimait, elle eût été heureuse „Dacă ar fi dansat cu cel pe care îl iubea, ar fi fost fericită”;
Si la reine se fût promenée seule, la cour eût été scandalisée „Dacă regina s-ar fi plimbat singură, curtea ar fi fost scandalizată”;

Subjonctiv:
– prezent:
Je souhaite qu’elle ne danse qu’avec moi „Doresc să danseze numai cu mine”;
Sa mère ne veut pas que sa fille se promène quand il fait froid „Mama nu vrea ca fiica ei să se plimbe când e frig”;

– trecut:
Je suis content qu’elle n’ait dansé qu’avec moi „Mă bucur că a dansat numai cu mine”;
Paul est content que Gabrielle se soit promenée avec lui „Paul se bucură că Gabrielle s-a plimbat cu el”;

– imperfect;
Le comte souhaitait qu’Isabelle ne dansât qu’avec lui „Contele dorea ca Isabelle să danseze numai cu el”;
Le marquis voulut que la dame se promenât avec lui dans le parc „Marchizul vru ca doamna să se plimbe cu el în parc”;

– mai mult ca perfect:
Le comte était heureux que la veille Isabelle n’eût dansé qu’avec lui „Contele era fericit că în seara precedentă Isabelle a dansat numai cu el”;
Le marquis était satisfait que la dame se fût promenée avec lui „Marchizul era mulțumit că doamna se plimbase cu el”;

Imperativ:
– prezent:
Dansez ! „Dansați!”;
Promenez-vous ! „Plimbați-vă!”;

– trecut:
Ayez fini ce travail avant cinq heures „Terminați lucrarea asta până la ora cinci”;
Soyez rentrés avant minuit „Să fiți acasă înainte de ora 12 (noaptea)”;

Participiu:
– prezent:
Il regardait les gens dansant dans le salon „Privea oamenii care dansau în salon”;
Il a vu la jeune fille se promenant dans le parc „A văzut-o pe fata care se plimba în parc”;

– participiu trecut (vezi formele compuse de până aici);
– perfect compus;
Ayant dansé la veille avec celui qu’elle aimait, elle était heureuse „Fiindcă dansase în ajun cu cel pe care îl iubea, era fericită”;
S’étant promenée sous la pluie, elle a pris froid „Plimbându-se pe ploaie, a răcit”;

Gerundiv:
– prezent:
Ils sont sortis sur la terrasse en dansant „Au ieșit pe terasă dansând”;
Les gens bavardaient en se promenant „Oamenii discutau plimbându-se”;

– trecut:
Chacun rend compte de ce qu’il a écouté dans la musique ou dans la danse des autres, en ayant dansé ou en ayant été spectateur. „Fiecare dă seamă despre ce a ascultat în muzica sau în dansul celorlalți, după ce a dansat cu ei sau a fost spectator”;
En s’étant promené seul dans une ville, on en ressort avec une autre image „Plimbându-te/După ce te-ai plimbat singur printr-un oraș, ieși din el cu o altă imagine”;
Mai sunt timpuri verbale și în afară de acestea, așa-numitele „forme supracompuse”. În acestea, verbul auxiliar ia aceeași formă compusă pe care o are forma compusă corespunzătoare a verbului conjugat, deci verbul auxiliar are și el auxiliar. Formele supracompuse exprimă o acțiune anterioară față de cea a formei compuse corespunzătoare. În principiu, fiecare formă compusă are o formă supracompusă, dar practic astăzi se întâlnește numai perfectul supracompus, cu acțiune anterioară celei a perfectului compus, numai în vorbire, limitat la verbe cu sens perfectiv, după anumite conjuncții cu sens temporal. Exemplu: Et quand ils ont eu fini de discuter, ils sont repartis tranquillement „Și când au terminat de discutat, au pornit din nou liniștiți”.

## Conjugarea și folosirea formelor verbale
În ceea ce privește conjugarea, în mod tradițional, verbele franceze sunt clasate în trei grupe de conjugare, după sufixul care formează infinitivul lor:
1. cu -er, ex. parler „a vorbi”;
2. cu -ir, ex. finir „a termina”;
3. cu trei sufixe posibile (unele verbe regulate, dar cele mai multe neregulate):

- cu -ir, ex. courir „a alerga”;
- cu -re, ex. attendre „a aștepta”;
- cu -oir, ex. vouloir „a voi”.

În secțiunile următoare se prezintă formele verbale folosite în limba vorbită. În afară de acestea se prezintă și indicativul perfect simplu, pentru că de la acesta se formează participiul trecut, folosit și în limba vorbită. Se mai prezintă și participiul prezent, căci de la acesta se formează gerundivul prezent. În principal apare numai diateza activă, dat fiind că formele verbelor active și reflexive, precum și cele ale auxiliarului verbelor pasive sunt aceleași. Ultimele două diateze sunt amintite numai la nevoie.
Celelalte forme sunt mai mult sau mai puțin rar folosite sau nu există deloc în limba vorbită, unele sunt prezente în limba scrisă, mai ales în cea literară, altele sunt deja foarte rare și în aceasta.

### Modul indicativ
La modul indicativ, în mod curent se folosesc următoarele forme:
- prezent;
- timpuri trecute:
  - perfect compus;
  - imperfect;
  - mai mult ca perfect;
  - trecut recent;
  - mai mult ca perfect recent;
- timpuri viitoare:
  - viitor simplu;
  - viitor anterior;
  - viitor în trecut;
  - viitor apropiat;
  - viitor apropiat în trecut.

#### Indicativul prezent
Formare: rădăcina infinitivului + desinențe specifice (ultimele cinci verbe sunt neregulate):
| Infinitiv | Forme personale | Forme personale | Forme personale | Forme personale | Forme personale | Forme personale |
| --------- | --------------- | --------------- | --------------- | --------------- | --------------- | --------------- |
| Infinitiv | je/j’           | tu              | il/elle/on      | nous            | vous            | ils/elles       |
| parler    | parle*          | parles          | parle           | parlons         | parlez          | parlent         |
| finir     | finis           | finis           | finit           | finissons**     | finissez        | finissent       |
| courir    | cours           | cours           | court           | courons         | courez          | courent         |
| attendre  | attends         | attends         | attend***       | attendons       | attendez        | attendent       |
| vouloir   | veux            | veux            | veut            | voulons         | voulez          | veulent         |
| avoir     | ai              | as              | a               | avons           | avez            | ont             |
| être      | suis            | es              | est             | sommes          | êtes            | sont            |
| aller     | vais            | vas             | va              | allons          | allez           | vont            |
| venir     | viens           | viens           | vient           | venons          | venez           | viennent        |

* Reamintim că unele desinențe sunt numai scrise, iar altele se și aud în vorbire.

** Verbele de conjugarea a II-a (infinitiv cu -ir) au la plural, înaintea desinenței, un sufix specific, -iss-.

*** Verbele de tipul attendre au, la persoana a III-a singular, desinența zero și în scris.
În general, indicativul prezent francez are aceleași valori ca cel românesc. O diferență este că această formă se folosește în propozițiile subordonate circumstanțiale condiționale introduse prin conjuncția si inclusiv pentru exprimarea unei acțiuni viitoare. Exemplu: Si tu finis tes études même dans dix ans, tu trouveras un emploi chez moi „Dacă îți vei termina studiile chiar și peste zece ani, vei găsi un loc de muncă la mine”.

#### Trecutul compus
Formare: verbul auxiliar avoir sau être la indicativ prezent + participiul trecut. Despre acordarea acestuia vezi mai jos Participiul trecut. Exemple:
| Infinitiv | Forme personale | Forme personale | Forme personale        | Forme personale      | Forme personale       | Forme personale         |
| --------- | --------------- | --------------- | ---------------------- | -------------------- | --------------------- | ----------------------- |
| parler    | j’ai parlé      | tu as parlé     | il/elle/on a parlé     | nous avons parlé     | vous avez parlé       | ils/elles ont parlé     |
| aller     | je suis allé(e) | tu es allé(e)   | il/elle/on est allé(e) | nous sommes allé(e)s | vous êtes allé(e)(s)* | ils/elles sont allé(e)s |

* Se poate acorda în patru feluri cu subiectul, vous fiind pronume de politețe adresat și unei singure persoane.
Trecutul (perfectul) compus implică aspectul perfectiv al verbului, adică exprimă acțiuni care au început și s-au terminat în anumite momente, sau au fost momentane. Exemplu: Nous avons pris le train, nous avons voyagé pendant trois heures et nous sommes arrivés sans retard „Am urcat în tren, am călătorit timp de trei ore și am sosit fără întârziere”.
Deoarece auxiliarul acestui timp este la prezent, trecutul compus exprimă și acțiuni din trecut ale căror urmări există și în momentul vorbirii: La découverte de ce médicament a permis de prolonger notablement la vie des patients „Descoperirea acestui medicament a permis prelungirea notabilă a vieții pacienților”.

#### Imperfectul
Formare: rădăcina formei de indicativ prezent, persoana I plural + desinențe specifice:
| Infinitiv | Indicativ prezent, persoana I plural | Forme personale | Forme personale | Forme personale      | Forme personale | Forme personale | Forme personale       |
| --------- | ------------------------------------ | --------------- | --------------- | -------------------- | --------------- | --------------- | --------------------- |
| faire     | nous faisons                         | je faisais      | tu faisais      | il/elle/on faisait   | nous faisions   | vous faisiez    | ils/elles faisaient   |
| finir     | nous finissons                       | je finissais    | tu finissais    | il/elle/on finissait | nous finissions | vous finissiez  | ils/elles finissaient |

De notat că verbele de conjugarea a II-a (infinitiv cu -ir) au sufixul -iss- la toate persoanele.
Există un singur verb neregulat la această formă, être, care are rădăcina ét- la imperfect.
Folosire:
- Imperfectul implică aspectul imperfectiv, exprimând acțiuni ale căror momente de început și de sfârșit nu sunt luate în vedere. Poate avea valoare relativă, adică să fie în relație cu forme precum perfectul compus sau perfectul simplu (vezi mai jos), pentru a exprima acțiuni simultane cu cele ale celorlalte două timpuri, servind ca fundal pentru acestea. Exemplu: Quand je suis entré, il pleuvait, le vent soufflait, la radio était allumée, la fenêtre était ouverte, je l’ai fermée „Când am intrat, ploua, sufla vântul, radioul era aprins, fereastra era deschisă, am închis-o”.
- Legată de valoarea precedentă este folosirea imperfectului în propoziție subordonată, pentru exprimarea unei acțiuni simultane cu cea a predicatului propoziției regente, când acesta este la un timp în trecut, de exemplu în vorbirea indirectă: Il dit qu’il est malade „Spune că e bolnav” → Il a dit qu’il était malade „A spus că e bolnav”. Este una din regulile concordanței timpurilor la indicativ.
- Imperfectul poate avea și valoare absolută, exprimând acțiuni repetate în trecut, ex. Pendant les vacances, nous faisions toujours de longues balades à vélo „În vacanță făceam mereu plimbări lungi cu bicicleta”[13]. Este posibil ca într-o frază să fie numai verbe la imperfect, care exprimă acțiuni repetate în trecut, fiind subînțeleasă o acțiune ce le întrerupe, și care ar fi exprimată la perfect compus sau simplu. Acest imperfect exprimă și faptul că evenimentul descris nu mai aparține enunțiatorului, fiind o acțiune sau stare care nu mai există în prezent: Quand je faisais mes études en France, je travaillais dans un bureau en même temps „Când îmi făceam studiile în Franța, lucram în același timp într-un birou”[14].
- Spre deosebire de română, imperfectul se mai folosește obligatoriu și în locul condiționalului prezent în subordonata condițională introdusă prin si: Si j’avais le temps, je t’attendrais „Dacă aș avea timp, te-aș aștepta”.

#### Mai mult ca perfectul
Formare: avoir sau être la imperfect + participiul trecut:
| Infinitiv | Forme personale | Forme personale  | Forme personale        | Forme personale      | Forme personale       | Forme personale            |
| --------- | --------------- | ---------------- | ---------------------- | -------------------- | --------------------- | -------------------------- |
| parler    | j’avais parlé   | tu avais parlé   | il/elle/on avait parlé | nous avions parlé    | vous aviez parlé      | ils/elles avaient parlé    |
| aller     | j’étais allé(e) | tu étais allé(e) | il/elle était allé(e)  | nous étions allé(e)s | vous étiez allé(e)(s) | ils/elles étaient allé(e)s |

Mai mult ca perfectul exprimă în primul rând o acțiune anterioară față de cea a altui verb la trecut, corespunzând în română uneori mai mult ca perfectului, alteori imperfectului:
- În propoziție regentă: Tu m’avais dit que tu devais aller chez le dentiste. T’es pas encore parti ? „Îmi spuseseși că trebuie să mergi la dentist. Încă n-ai plecat?”
- În propoziție subordonată:
  - Fiind timpul compus al imperfectului, poate exprima anterioritatea față de acesta, având valoarea acestuia de exprimare a unei acțiuni repetate în trecut: Quand je n’avais pas compris quelque chose, j’allais voir Jean „Când nu înțelegeam ceva, mergeam la Jean”[15].
  - În vorbire indirectă, în virtutea regulilor concordanței timpurilor: Je savais que j’avais fait une bêtise „Știam că făcusem o prostie”.

În afară de aceste folosiri, mai mult ca perfectul trebuie folosit și ca formă a predicatului subordonatei condiționale introduse prin si, în locul condiționalului trecut, atunci când se exprimă o condiție neîndeplinită în trecut: Si tu m’avais écouté, tu ne serais pas dans cette situation „Dacă m-ai fi ascultat, n-ai fi în situația asta”.

#### Trecutul simplu
Formare: rădăcina infinitivului + o vocală caracteristică pentru categoria de verbe + desinențe specifice (ultimele două verbe sunt neregulate):
| Infinitiv | Forme personale | Forme personale | Forme personale | Forme personale | Forme personale | Forme personale |
| --------- | --------------- | --------------- | --------------- | --------------- | --------------- | --------------- |
| Infinitiv | je/j’           | tu              | il/elle/on      | nous            | vous            | ils/elles       |
| parler    | parlai          | parlas          | parla*          | parlâmes        | parlâtes        | parlèrent       |
| finir**   | finis           | finis           | finit           | finîmes         | finîtes         | finirent        |
| courir    | courus          | courus          | courut          | courûmes        | courûtes        | coururent       |
| attendre  | attendis        | attendis        | attendit        | attendîmes      | attendîtes      | attendirent     |
| vouloir   | voulus          | voulus          | voulut          | voulûmes        | voulûtes        | voulurent       |
| avoir     | eus             | eus             | eut             | eûmes           | eûtes           | eurent          |
| être***   | fus             | fus             | fut             | fûmes           | fûtes           | furent          |

* Desinență zero.

** La verbele de conjugarea a doua, formele de la singular sunt identice cu ale acelorași persoane de la indicativ prezent.

*** În afară de avoir și être mai sunt multe alte verbe neregulate.
Trecutul simplu exprimă același gen de acțiune ca trecutul compus, dar se folosește numai în opere literare, cărți de istorie, uneori în scrieri publicistice de nivel elevat. Acțiunea exprimată de trecutul simplu se deosebește totuși de cea a trecutului compus prin faptul că nu are nicio legătură cu prezentul.

#### Trecutul recent
Formare: verbul venir la indicativ prezent + prepoziția de + infinitivul:
| Infinitiv | Forme personale    | Forme personale    | Forme personale            | Forme personale       | Forme personale      | Forme personale              |
| --------- | ------------------ | ------------------ | -------------------------- | --------------------- | -------------------- | ---------------------------- |
| parler    | je viens de parler | tu viens de parler | il/elle/on vient de parler | nous venons de parler | vous venez de parler | ils/elles viennent de parler |

Această perifrază verbală exprimă o acțiune trecută, dar relativ apropiată de momentul vorbirii: Solange vient de rentrer „Solange tocmai s-a întors acasă”, L’écrivain vient de publier son troisième livre „Scriitorul și-a publicat nu demult a treia carte”.

#### Mai mult ca perfectul recent
Formare: imperfectul lui venir + de + infinitiv:
| Infinitiv | Forme personale     | Forme personale     | Forme personale             | Forme personale        | Forme personale       | Forme personale              |
| --------- | ------------------- | ------------------- | --------------------------- | ---------------------- | --------------------- | ---------------------------- |
| parler    | je venais de parler | tu venais de parler | il/elle/on venait de parler | nous venions de parler | vous veniez de parler | ils/elles venaient de parler |

Mai mult ca perfectul recent exprimă o acțiune care a avut loc cu puțin timp înaintea altei acțiuni din trecut: Solange venait de rentrer quand le facteur lui a apporté une lettre „Solange tocmai se întorsese acasă când poștașul i-a adus o scrisoare”.

#### Viitorul simplu
Formare: infinitivul verbului (fără e la cele cu sufixul -re) + desinențe care provin din forma de indicativ prezent a verbului avoir:
| Infinitiv | Forme personale | Forme personale | Forme personale     | Forme personale | Forme personale | Forme personale      |
| --------- | --------------- | --------------- | ------------------- | --------------- | --------------- | -------------------- |
| parler    | je parlerai     | tu parleras     | il/elle/on parlera  | nous parlerons  | vous parlerez   | ils/elles parleront  |
| attendre  | j’attendrai     | tu attendras    | il/elle/on attendra | nous attendrons | vous attendrez  | ils/elles attendront |

Mai multe verbe sunt neregulate la viitorul simplu, în sensul că infinitivul lor s-a deformat (de exemplu avoir) sau că au la viitor altă rădăcină decât la infinitiv (de exemplu être), dar r-ul de la sufixul infinitivului este totdeauna prezent înaintea desinenței:
| Infinitiv | Forme personale | Forme personale | Forme personale | Forme personale | Forme personale | Forme personale  |
| --------- | --------------- | --------------- | --------------- | --------------- | --------------- | ---------------- |
| avoir     | j’aurai         | tu auras        | il/elle/on aura | nous aurons     | vous aurez      | ils/elles auront |
| être      | je serai        | tu seras        | il/elle/on sera | nous serons     | vous serez      | ils/elles seront |

În general, viitorul simplu exprimă o acțiune relativ nu prea apropiată în viitor față de momentul vorbirii. Exemplu: Louis viendra aussi „Louis va veni și el”. Nu este redundant să se folosească asociat cu el și un alt cuvânt care se referă la viitor: Il viendra demain „Va veni mâine”. În acest caz poate fi înlocuit în limba vorbită cu indicativul prezent: Il vient demain „Vine mâine”. Diferența dintre cele două exemple este că viitorul simplu prezintă acțiunea ca promisă, pe când prezentul exprimă cu mai multă certitudine că acțiunea va avea loc.
Viitorul nu poate fi folosit pentru predicatul subordonatei condiționale cu si. În locul lui se folosește indicativul prezent (vezi mai sus Indicativul prezent).

#### Viitorul anterior
Formare: avoir sau être la viitorul simplu + participiul trecut:
| Infinitiv | Forme personale  | Forme personale  | Forme personale         | Forme personale      | Forme personale       | Forme personale           |
| --------- | ---------------- | ---------------- | ----------------------- | -------------------- | --------------------- | ------------------------- |
| parler    | j’aurai parlé    | tu auras parlé   | il/elle/on auront parlé | nous aurons parlé    | vous aurez parlé      | ils/elles auront parlé    |
| aller     | je serai allé(e) | tu seras allé(e) | il/elle sera allé(e)    | nous serons allé(e)s | vous serez allé(e)(s) | ils/elles seront allé(e)s |

Viitorul anterior exprimă o acțiune situată în timp înaintea altei acțiuni, exprimată cu viitorul simplu sau cu modul imperativ: Tu sortiras quand tu auras fini tes devoirs „Vei ieși când îți vei fi terminat temele”, Quand tu auras terminé le rapport, envoie-le à la secrétaire „Când vei fi terminat raportul, trimite-l secretarei”.
Una din valorile mai deosebite ale sale este exprimarea unei acțiuni presupuse din trecut. În acest caz corespunde prezumtivului trecut din română: Paul n’est pas encore arrivé ; il aura oublié notre rendez-vous „Încă n-a sosit Paul; o fi uitat de întâlnirea noastră”.

#### Viitorul în trecut
Forma acestui timp este aceeași cu a condiționalului prezent (vezi mai jos), fiind folosit în propoziție subordonată, de exemplu în vorbirea indirectă, pentru a exprima o acțiune posterioară celei a predicatului propoziției regente, dacă acesta este la un timp trecut (regulă a concordanței timpurilor la indicativ): Tu m’as dit que tu m’appellerais. Pourquoi tu ne l’as pas fait ? „Mi-ai spus că ai să mă suni. De ce n-ai făcut-o?”

#### Viitorul apropiat
Formare: verbul aller la indicativ prezent + infinitivul:
| Infinitiv | Forme personale | Forme personale | Forme personale      | Forme personale    | Forme personale   | Forme personale       |
| --------- | --------------- | --------------- | -------------------- | ------------------ | ----------------- | --------------------- |
| parler    | je vais parler  | tu vas parler   | il/elle/on va parler | nous allons parler | vous allez parler | ils/elles vont parler |

Această perifrază verbală exprimă o acțiune viitoare relativ apropiată de momentul vorbirii. Prin aceasta se deosebește de viitorul simplu în limba standard: Dépêche-toi ! Tu vas rater ton train „Grăbește-te! Ai să pierzi trenul!” Însă în limba vorbită, viitorul apropiat înlocuiește deseori viitorul simplu, dar numai în propoziție asertivă, când acțiunea este prezentată ca o intenție, un proiect: Elle va se marier dans trois ans „Se va mărita peste trei ani”.

#### Viitorul apropiat în trecut
Formare: imperfectul lui aller + infinitivul:
| Infinitiv | Forme personale | Forme personale  | Forme personale          | Forme personale     | Forme personale    | Forme personale           |
| --------- | --------------- | ---------------- | ------------------------ | ------------------- | ------------------ | ------------------------- |
| parler    | j’allais parler | tu allais parler | il/elle/on allait parler | nous allions parler | vous alliez parler | ils/elles allaient parler |

Viitorul apropiat în trecut exprimă o acțiune intenționată sau care a avut loc la relativ puțin timp după altă acțiune din trecut:
- în propoziție independentă: J’allais partir, mais j’ai changé d’avis au dernier moment „Urma să plec, dar m-am răzgândit în ultimul moment”;
- în propoziție subordonată (de exemplu vorbire indirectă): Il ne m’a pas dit ce qu’il allait faire „Nu mi-a spus ce urma să facă”.

### Modul subjonctiv
La subjonctiv se folosesc în limba curentă două timpuri: prezent și trecut. Celelalte două, imperfectul și mai mult ca perfectul se mai păstrează în oarecare măsură în registrul de limbă elevat.

#### Subjonctivul prezent
Formare: rădăcina formei de indicativ prezent, persoana a III-a plural + desinențe:
| Infinitiv        | Indicativ prezent, pers. a III-a pl. | Forme personale | Forme personale | Forme personale       | Forme personale     | Forme personale    | Forme personale        |
| ---------------- | ------------------------------------ | --------------- | --------------- | --------------------- | ------------------- | ------------------ | ---------------------- |
| écrire „a scrie” | ils/elles écrivent                   | que j’écrive    | que tu écrives  | qu’il/elle/on écrive  | que nous écrivions  | que vous écriviez  | qu’ils/elles écrivent  |
| finir            | ils/elles finissent                  | que je finisse  | que tu finisses | qu’il/elle/on finisse | que nous finissions | que vous finissiez | qu’ils/elles finissent |

Observații:
- Conjuncția que ține de modul subjonctiv, precum să ține de conjunctivul românesc, dat fiind că este aproape totdeauna modul predicatului unei subordonate introduse prin que sau printr-o locuțiune conjuncțională cu que.
- Toate verbele au desinențele de mai sus, în afară de avoir și être (vezi mai jos).
- La singular, desinențele sunt identice cu cele ale verbelor de conjugarea I (infinitivul cu -er) la indicativ prezent, ceea ce face ca forma verbelor de această conjugare să fie identică la prezentul singular al celor două moduri.
- Toate verbele regulate la subjonctiv prezent au aceeași formă la persoana a III-a plural a subjonctivului prezent și a indicativului prezent.
- Toate verbele regulate au aceleași desinențe la subjonctiv prezent persoanele I și a II-a plural ca la indicativ imperfect.
- La verbele de conjugarea a II-a (infinitiv cu -ir), sufixul -iss- este prezent la fiecare persoană.

Mai multe verbe sunt neregulate. Exemple pentru diferite categorii de neregularitate:
| Infinitiv      | Forme personale | Forme personale | Forme personale     | Forme personale   | Forme personale  | Forme personale      |
| -------------- | --------------- | --------------- | ------------------- | ----------------- | ---------------- | -------------------- |
| boire* „a bea” | que je boive    | que tu boives   | qu’il/elle/on boive | que nous buvions  | que vous buviez  | qu’ils/elles boivent |
| aller**        | que j’aille     | que tu ailles   | qu’il/elle/on aille | que nous allions  | que vous alliez  | qu’ils/elles aillent |
| faire***       | que je fasse    | que tu fasses   | qu’il/elle/on fasse | que nous fassions | que vous fassiez | qu’ils/elles fassent |
| avoir****      | que j’aie       | que tu aies     | qu’il/elle/on ait   | que nous ayons    | que vous ayez    | qu’ils/elles aient   |
| être****       | que je sois     | que tu sois     | qu’il/elle/on soit  | que nous soyons   | que vous soyez   | qu’ils/elles soient  |

* Verb cu două rădăcini, dintre care una este neregulată.

** Verb cu două rădăcini, ambele neregulate.

*** Verb cu o rădăcină, neregulată.

**** Verb cu rădăcină și desinențe neregulate.
Subjonctivul prezent francez corespunde conjunctivului prezent românesc în majoritatea utilizărilor, dar nu în toate. Se folosește:
- în propoziție independentă, cu valoare de imperativ la persoana a III-a singular și plural: Qu’il vienne, s’il le veut „Să vină, dacă vrea”;
- în propoziție completivă directă sau indirectă introdusă prin que, dacă predicatul principalei exprimă voința, dorința, incertitudinea, îndoiala, un sentiment sau o stare sufletească, și dacă subiectul celor două acțiuni este diferit. Exemple:

Je veux que tu m’attendes „Vreau să mă aștepți”;
Je souhaite que tu m’écoutes, „Doresc să mă asculți”;
Je ne suis pas sûr que tu aies raison „Nu sunt sigur că ai dreptate”;
Je doute que tu me comprennes „Mă îndoiesc că mă înțelegi”;
Je suis heureux que tu viennes avec moi „Sunt fericit că vii cu mine”;
- în propoziție subiectivă, dacă predicatul principalei exprimă necesitatea, posibilitatea/imposibilitatea, incertitudinea sau o judecată subiectivă (ex „păcat”, „e bine/nu e bine”, „este regretabil” etc.), și dacă subiectul subordonatei este precizat sau exprimat cu pronumele on:

Il faut que je m’en aille „Trebuie să plec”;
Il est possible que je me trompe „Este posibil să greșesc”;
Il n’est pas certain qu’on finisse le travail à temps „Nu e sigur că lucrarea se va termina la timp”;
Dommage que tu partes déjà „Păcat că pleci deja”;
- în propoziții circumstanțiale introduse de anumite locuțiuni conjuncționale, precum avant que „înainte ca … să”, afin que „(pentru) ca … să”, pour que „(pentru) ca … să”, bien que „deși”, sans que „fără ca … să”, à condition que „cu condiția ca … să”, jusqu’à ce que „până ce/când”. Exemplu: Il m’a rendu visite pour que je lui prête de l’argent „M-a vizitat ca să-i dau bani împrumut”;
- în propoziție atributivă, dacă aceasta exprimă o acțiune dorită de subiectul principalei: Je cherche quelqu’un qui puisse m’aider „Caut pe cineva care să mă poată ajuta”;
- în unele exclamații, în mod excepțional fără conjuncție: Vive la France ! „Trăiască Franța!”;
- în franceza actuală, în locul subjonctivului imperfect, deci și atunci când verbul regent este la un timp trecut: Il voulait que son ami l’aidât (limba veche) → Il voulait que son ami l’aide (limba actuală) „Voia ca prietenul său să-l ajute”.

#### Subjonctivul trecut
Formare: avoir sau être la subjonctiv prezent + participiul trecut:
| Infinitiv | Forme personale     | Forme personale     | Forme personale            | Forme personale          | Forme personale           | Forme personale              |
| --------- | ------------------- | ------------------- | -------------------------- | ------------------------ | ------------------------- | ---------------------------- |
| parler    | que j’aie parlé     | que tu aies parlé   | qu’il/elle/on ait parlé    | que nous ayons parlé     | que vous ayez parlé       | qu’ils/elles aient parlé     |
| aller     | que je sois allé(e) | que tu sois allé(e) | qu’il/elle/on soit allé(e) | que nous soyons allé(e)s | que vous soyez allé(e)(s) | qu’ils/elles soient allé(e)s |

Folosirea subjonctivului trecut este determinată de aceleași reguli sintactice ca în cazul subjonctivului prezent, cu deosebirea că acțiunea exprimată este anterioară celei a verbului regent. Exemplu: Je suis content que tu aies passé de bonnes vacances „Mă bucur că ai petrecut o vacanță plăcută”.
În franceza actuală, subjonctivul trecut înlocuiește subjonctivul mai mult ca perfect, adică se folosește și atunci când verbul regent este la un timp trecut: Exemplu: Il regrettait que son essai eût échoué (limba veche) → Il regrettait que son essai ait échoué (limba actuală) „Îi părea rău că încercarea sa a dat greș”.

### Modul condițional
Formele temporale folosite curent la modul condițional sunt prezentul și trecutul numit forma I.

#### Condiționalul prezent
Formare: rădăcina viitorului simplu, care este forma de infinitiv (fără e în cazul sufixului -re) + desinențele indicativului imperfect. De aici rezultă că verbele care sunt neregulate la viitorul simplu prezintă aceleași neregulăț și la condiționalul prezent. Exemple:
| Infinitiv | Forme personale | Forme personale | Forme personale       | Forme personale  | Forme personale | Forme personale        |
| --------- | --------------- | --------------- | --------------------- | ---------------- | --------------- | ---------------------- |
| parler    | je parlerais    | tu parlerais    | il/elle/on parlerait  | nous parlerions  | vous parleriez  | ils/elles parleraient  |
| attendre  | j’attendrais    | tu attendrais   | il/elle/on attendrait | nous attendrions | vous attendriez | ils/elles attendraient |

În general, valorile condiționalului prezent francez sunt aceleași ca ale celui românesc, cu unele deosebiri:
- Se folosește și pentru prezentarea unei informații ca incertă, mai ales în mass-media: Il s’agirait d’un conflit familial d’ordre financier „Se pare că este vorba despre un conflict familial de ordin financiar”[22].
- Trebuie folosit în locul viitorului simplu în propoziție subordonată, de exemplu în vorbirea indirectă, dacă predicatul regentei este la un timp trecut (vezi mai sus Viitorul în trecut).
- Nu poate fi folosit în subordonata condițională cu si. În locul său se folosește indicativul imperfect (vezi mai sus Imperfectul).

#### Condiționalul trecut
Formare: avoir sau être la condițional prezent + participiul trecut:
| Infinitiv | Forme personale   | Forme personale   | Forme personale           | Forme personale       | Forme personale        | Forme personale             |
| --------- | ----------------- | ----------------- | ------------------------- | --------------------- | ---------------------- | --------------------------- |
| parler    | j’aurais parlé    | tu aurais parlé   | il/elle/on aurait parlé   | nous aurions parlé    | vous auriez parlé      | ils/elles ont parlé         |
| aller     | je serais allé(e) | tu serais allé(e) | il/elle/on serait allé(e) | nous serions allé(e)s | vous seriez allé(e)(s) | ils/elles seraient allé(e)s |

Și folosirea acestei forme verbale este în general aceeași ca a celei corespunzătoare din română. Deosebiri:
- Se folosește și pentru prezentarea ca incertă a unei informații despre un eveniment anterior momentului vorbirii: Des débris de l’appareil auraient été retrouvés flottant au large des côtes brésiliennes „Se pare că au fost găsite resturi ale aparatului plutind în largul coastelor Braziliei”[23].
- Trebuie folosit în subordonată în locul viitorului anterior dacă predicatul principalei este la un timp trecut: Julien nous avait promis qu’il nous téléphonerait dès qu’il serait rentré „Julien ne promisese că ne va suna îndată ce se va fi întors acasă”.
- Nu poate fi folosit pentru predicatul subordonatei condiționale cu si. În locul său se folosește indicativul mai mult ca perfect (vezi mai sus Mai mult ca perfectul).

### Modul imperativ
Din cele două forme ale imperativului, prezent și trecut, cea de-a doua este rar folosită.
În franceză, imperativul prezent are nu numai forme de persoana a II-a, ci și de persoana I plural. Sunt în general aceleași ca la indicativ prezent, persoanele corespunzătoare, cu deosebirea că nu se folosește cu pronumele personal subiect formă neaccentuată. Mai este și o diferență ortografică: la persoana a II-a singular a verbelor care la indicativ prezent au desinența -es, aceasta devine -e.
În cazul verbelor reflexive, pronumele reflexiv se plasează înaintea verbului numai la forma negativă (Ne te lave pas ! „Nu te spăla!”), la forma pozitivă fiind după verb: Lave-toi ! „Spală-te!”
Sunt neregulate verbele avoir, être, savoir „a ști” și vouloir, în sensul că la imperativ, forma lor nu este cea de la indicativ prezent, ci cea de la subjonctiv prezent. Ultimul verb mai prezintă și particularitatea că se folosește numai la persoana a II-a plural, cu sensul „Binevoiți!”
| Infinitiv                                | Forme personale | Forme personale | Forme personale |
| ---------------------------------------- | --------------- | --------------- | --------------- |
| parler                                   | parle !         | parlons !       | parlez !        |
| ouvrir „a deschide” (conjugarea a III-a) | ouvre !         | ouvrons !       | ouvrez !        |
| finir                                    | finis !         | finissons !     | finissez !      |
| attendre                                 | attends !       | attendons !     | attendez !      |
| avoir                                    | aie !           | ayons !         | ayez !          |
| être                                     | sois !          | soyons !        | soyez !         |
| savoir                                   | sache !         | sachons !       | sachez !        |
| vouloir                                  | –               | –               | veuillez !      |

### Modul infinitiv
Infinitivul francez are, ca în română, formă de prezent și de trecut. Spre deosebire de română, cea de trecut este și ea destul de frecventă.

#### Infinitivul prezent
Formare: rădăcina verbului + un sufix specific:
- -er, ex. parler;
- -ir, ex. finir, courir;
- -re, ex. attendre;
- -oir, ex. vouloir.

La verbele reflexive se folosesc toate formele pronumelui reflexiv: me/te/se/nous/vous/se promener „a mă/te/se/ne/vă/se plimba”.
O particularitate a infinitivului prezent este că la forma negativă, cuvintele de negație ne și pas sunt ambele înaintea verbului.
Funcții sintactice:
- Verbul la infinitiv poate fi subiect: Ne pas assez dormir nuit à la santé „A nu dormi destul dăunează sănătății”.
- Înlocuiește subordonata subiectivă, dacă acțiunea exprimată nu are subiect definit și nici pronumele on ca subiect: Il faut faire quelque chose (fără de) „Trebuie să se facă ceva”, Il est normal d’hésiter (cu de, care aici nu este prepoziție, ci ține de infinitiv, este marca acestuia, precum a la infinitivul românesc[27]) „Este normal să se ezite”. De notat că în franceză, în acest caz, în propoziție sunt în mod obligatoriu două subiecte: pronumele il este subiect aparent, iar infinitivul este subiectul real.
- Când verbul la infinitiv este nume predicativ, atunci de este de asemenea marcă a infinitivului: L’essentiel n’est pas de gagner, c’est de participer „Esențial nu este să câștigi, ci să participi”.
- În funcția de complement direct, infinitivul poate avea marca de, à sau zero, și se disting două cazuri:
  - Acțiunea verbului la infinitiv și cea a verbului regent au același subiect: Nos voisins ont décidé de déménager „Vecinii noștri au hotărât să se mute”, J’ai appris à conduire „Am învățat să conduc”, J’aime danser „Îmi place să dansez”.
  - Verbul la infinitiv are propriul său subiect, fiind considerat predicat al unei propoziții numite infinitivale: Elle m’a dit de ne pas souffrir „Mi-a spus să nu sufăr”, J’entends quelqu’un rire „Aud pe cineva râzând”[28].
- Infinitivul poate fi și complement indirect, cu prepoziție: Il rêve de partir „Visează să plece”, Elle pense à renoncer à son voyage „Se gândește să renunțe la călătorie”. Aici de și à sunt efectiv prepoziții[29].
- Cu alte prepoziții, infinitivul este complement circumstanțial, de regulă dacă acțiunea sa este efectuată de subiectul verbului regent: Il travaille pour ne pas s’ennuyer „Lucrează pentru a nu se plictisi / ca să nu se plictisească”.
- Infinitivul poate fi și atribut: L’idée de partir en vacances à la ferme ne lui plaisait guère „Ideea de a merge în concediu la o gospodărie de la țară nu-i prea plăcea”[30].
- Subordonat unui adjectiv, infinitivul poate fi un simplu atribut (Ce livre est facile à lire „Cartea asta este ușor de citit”) sau care exprimă măsura importantă a calificării exprimate de adjectiv și consecința acesteia: Le bus était plein à craquer „Autobuzul era plin până la refuz” (literal „… mai să plesnească”)[31].

- În propoziție independentă, infinitivul poate fi forma predicatului, în locul imperativului, în inscripții, rețete, moduri de întrebuințare: Bien agiter avant usage „A se scutura bine înainte de utilizare”, Ne pas laisser à la portée des enfants „A nu se lăsa la îndemâna copiilor”.

#### Infinitivul trecut
Formare: avoir sau être la infinitivul prezent + participiul trecut.
La forma negativă a infinitivului trecut, negația pas poate sta după verbul auxiliar (pour n’avoir pas compris cette réalité „pentru că nu a înțeles această realitate”), dar în limbajul curent actual, topica este mai degrabă aceeași ca la infinitiv prezent: pour ne pas avoir compris.
O parte din funcțiile infinitivului prezent se regăsesc și la cel trecut, anume acelea care sunt compatibile cu exprimarea unei acțiuni anterioare:
- subiect: Il faut avoir vécu un tel événement pour comprendre la réaction de l’accusé „Trebuie să se fi trăit un asemenea eveniment pentru a înțelege reacția acuzatului”;
- nume predicativ: L’important pour l’entreprise est d’avoir survécu à la crise „Important pentru întreprindere este că a supraviețuit crizei”;
- complement direct: Il regrette de s’être impliqué dans cette affaire „Îi pare rău că s-a implicat în afacerea asta”;
- complement indirect: Il est content d’avoir reçu ce prix „Se bucură că a primit premiul acesta”;
- complement circumstanțial: Après avoir déjeuné, il s’est couché „După ce a mâncat de prânz, s-a culcat”;
- atribut: ll était tourmenté par l’impression de s’être trompé „Era chinuit de impresia că se înșelase”.

### Modul participiu

#### Participiul prezent
Formare: rădăcina formei de indicativ imperfect + sufixul -ant. Verbele de conjugarea a II-a au și la această formă sufixul -iss-:
| Infinitiv | Indicativ imperfect | Participiu prezent |
| --------- | ------------------- | ------------------ |
| faire     | nous faisions       | faisant            |
| être      | nous étions         | étant              |
| finir     | nous finissions     | finissant          |

Sunt două verbe neregulate, care au la participiul prezent rădăcina de la subjonctiv prezent:
| Infinitiv | Subjonctiv prezent | Participiu prezent |
| --------- | ------------------ | ------------------ |
| avoir     | que nous ayons     | ayant              |
| savoir    | que nous sachions  | sachant            |

În limba vorbită, forma de participiu prezent este folosită mai mult ca adjectiv calificativ, acordându-se în gen și număr:
- ca atribut: une maison accueillante „o casă primitoare”;
- ca nume predicativ: Ces gens sont accueillants „Oamenii aceștia sunt primitori”.

De multe ori, participiul prezent este substantivat, desemnând persoane: commerçant, commerçante „comerciant, comerciantă”, dirigeant, dirigeante „conducător, conducătoare”.
În limba scrisă, o construcție cu participiul prezent poate înlocui două tipuri de subordonate:
- subordonată atributivă: la personne qui se trouve à droite → la personne se trouvant à droite „persoana care se găsește în dreapta”[34];
- subordonată circumstanțială: Comme il n’avait pas d’argent… „Cum nu avea bani, …” → N’ayant pas d’argent, … „Neavând bani, …”.

#### Participiul trecut
Formare: rădăcina perfectului simplu + sufixele vizibile mai jos, cu aldine:
| Infinitiv       | Perfect simplu | Participiu trecut |
| --------------- | -------------- | ----------------- |
| parler          | je parlai      | parlé             |
| finir           | je finis       | fini              |
| suivre „a urma” | je suivis      | suivi             |
| courir          | je courus      | couru             |

În afară de verbele de conjugarea I, cele mai multe au ca sufix al participiului trecut vocala caracteristică de la perfectul simplu.
Unele verbe de conjugarea a III-a au sufix de participiu trecut consonantic (-s sau -t), înaintea căruia se găsește vocala lor caracteristică de la perfectul simplu:
| Infinitiv       | Perfect simplu | Participiu trecut |
| --------------- | -------------- | ----------------- |
| prendre „a lua” | je pris        | pris              |
| dire „a zice”   | je dis         | dit               |

Verbe mai importante cu participiu trecut neregulat sunt être → été, écrire → écrit, faire → fait, venir → venu.
Și participiul trecut este mult folosit ca adjectiv calificativ: une pièce jouée „o piesă jucată”.
Cu valoare verbală, participiul trecut este folosit în primul rând drept component al formelor temporale compuse (vezi cele prezentate până aici). În această calitate, uneori nu se acordă, alteori se acordă, ori cu subiectul, ori cu complementul direct. Regulile acordului sunt destul de complexe, dar privesc numai limba scrisă, în afară de participiile trecute cu sufix consonantic, care se aude la feminin. Principalele cazuri de acord și non-acord:
- acord cu subiectul, când auxiliarul este être, iar verbul este pasiv: Les voyageurs ont été bien contrôlés „Călătorii au fost bine controlați”;
- acord cu subiectul, când auxiliarul este être, iar verbul este activ: Elles sont montées dans le train „(Ele) au urcat în tren”;
- acord cu subiectul, când auxiliarul este être, verbul este reflexiv, iar pronumele reflexiv este complement direct: Ils se sont levés tard „(Ei) s-au sculat târziu”;
- non-acord, când auxiliarul este être, verbul este reflexiv, iar pronumele reflexiv este complement indirect: Ils se sont téléphoné plusieurs fois avant de se rencontrer „Și-au dat telefon de mai multe ori înainte de a se întâlni”;
- non-acord, când auxiliarul este avoir, iar verbul este intranzitiv (Mes frères ont beaucoup voyagé „Frații mei au călătorit mult”) sau este tranzitiv, dar nu are complement direct în propoziție (Ma sœur a déjà fini „Sora mea a terminat deja”) sau acesta este după verb: Lucie a acheté de belles fleurs „Lucie a cumpărat flori frumoase”;
- acord cu complementul direct, când auxiliarul este avoir, iar complementul direct este înaintea sa: Quelles fleurs a achetées Lucie ? „Ce flori a cumpărat Lucie?”

### Modul gerundiv
Formare: prepoziția en + participiul prezent. La verbele reflexive se folosesc toate formele pronumelui reflexiv, fiind plasate după en: en me/te/se/nous/vous/se promenant „plimbându-mă/te/se/ne/vă/se”. La fel se plasează și negația ne: en ne me promenant pas „neplimbându-mă”.
Verbul la gerundiv nu are niciodată subiect propriu, acțiunea pe care o exprimă este o împrejurare a acțiunii verbului regent, iar cele două sunt totdeauna simultane. În principal are funcție de complement circumstanțial de mod, de timp, de cauză sau condițional, care uneori se împletesc. Exemple: Le client est sorti du bar en titubant „Clientul a ieșit din bar clătinându-se”, Ils ont eu un accident en rentrant de vacances „Au avut un accident întorcându-se din concediu”, Elle s’est foulé la cheville en tombant „Și-a luxat glezna căzând”, En ne répondant pas, vous vous accusez „Nerăspunzând, vă acuzați”.
Folosind adverbul tout plasat înaintea lui en, se insistă asupra concomitenței acțiunilor exprimate, care totodată se pun în contrast: Elle tricotait tout en regardant la télé „Tricota uitându-se în același timp la televizor”.